# Els Rens
Els Rens, född 19 februari 1983, är en friidrottare från Belgien. Hon deltog vid olympiska sommarspelen 2016.